# Marcin Tyrol
Marcin Tyrol (ur. 2 kwietnia 1979 w Tarnowskich Górach) – polski aktor.
Marcin Tyrol urodził się w Tarnowskich Górach, jednak od wielu lat jest związany z teatrami w Krakowie, we Wrocławiu i w Warszawie. Po zdaniu matury podjął studia aktorskie w Państwowej Wyższej Szkole Teatralnej (PWST) w Krakowie, które ukończył w 2002 roku.

## Teatr
Marcin Tyrol debiut teatralny zaliczył w 2000 roku na deskach Starego Teatru im. Heleny Modrzejewskiej w Krakowie, w spektaklu pt. Nie-Boska komedia w reżyserii Krzysztofa Nazara, na podstawie powieści Zygmunta Krasińskiego.
W 2002 roku występował w Państwowej Wyższej Szkole Teatralnej w Krakowie oraz w Krakowskim Teatrze Scena STU, a w latach 2002–2005 występował na deskach wrocławskich teatrów: Teatru Polskiego (2002–2004) i Teatru Ad Spectatores (2004). Od 2006 roku występuje na deskach warszawskich teatrów: Teatru Dramatycznego im. Gustawa Holoubka (od 2006 roku), gdzie najczęściej współpracuje z reżyserami m.in.: Pawłem Miśkiewiczem, Krystianem Lupą oraz Teatru Wytwórnia w Warszawie (2008).
1 sierpnia 2014 roku z okazji 70. rocznicy wybuchu powstania warszawskiego wystąpił w sztuce Radosława Rychcika pt. Powstanie w Muzeum Powstania Warszawskiego w Warszawie.

### Spektakle teatralne
Stary Teatr im. Heleny Modrzejewskiej w Krakowie
- 2000: Nie-Boska komedia (reż. Krzysztof Nazar)

Państwowa Wyższa Szkoła Teatralna im. Ludwika Solskiego w Krakowie
- 2002: Drzwi muszą być albo otwarte albo zamknięte jako ksiądz (reż. Jerzy Trela)

Krakowski Teatr Scena STU
- 2002: Ca-sting (reż. Rafał Kmita)

Teatr Polski we Wrocławiu
- 2002: norway.today jako August (reż. Andrzej Majczak)
- 2003: Chleb powszedni (reż. Paweł Miśkiewicz)
- 2003: Mary Stuart jako John  (reż. Remigiusz Brzyk)
- 2004: Zdarzenia na brygu Banbury jako F.Zantman (reż. Ula Kijak)
- 2004: Woyzeck jako Idiota  (reż. Krzysztof Kopka)

Teatr Ad Spectatores we Wrocławiu
- 2004: Wrocławski pociąg (reż. Krzysztof Kopka)

Teatr Dramatyczny im. Gustawa Holoubka w Warszawie
- 2006: Alina na zachód jako Spex (reż. Paweł Miśkiewicz)
- 2006: Na szczytach panuje cisza jako pan Smirnoff (reż. Krystian Lupa)
- 2007: Leonce i Lena (reż. Michał Borczuch)
- 2007: Niepokoje wychowanka Törlessa jako Beineberg (reż. Kuba Kowalski)
- 2008: Borys Godunow jako Przystaw (reż. Andriej Moguczij)
- 2009: Persona. Tryptyk/Marilyn jako Operator (reż. Krystian Lupa)
- 2009: Wilk jako Harry (reż. Marcin Liber)
- 2009: Ewangelia jako Szymon Piotr (reż. Szymon Kaczmarek)
- 2010: Persona. Ciało Simone jako Dziennikarz (reż. Krystian Lupa)
- 2010: Madame Bovary jako ksiądz Bournisien (reż. Radosław Rychcik)
- 2010: Plac Apokalipsa jako Kolka Nachałow (reż. Michael Marmarinos)
- 2011: Córeczki jako Stanisław Przybyszewski (reż. Małgorzata Głuchowska)
- 2011: I nie było już nikogo jako Stanisław Przybyszewski jako Thomas Rogers (reż. Aleksandra Konieczna)

Teatr Wytwórnia w Warszawie
- 2008: O lepszy świat (reż. Thomas Harzem)

Muzeum Powstania Warszawskiego w Warszawie
- 2012: Powstanie  (reż. Radosław Rychcik)

Teatr Telewizji
- 2004: Podróż do wnętrza pokoju jako Złoty (reż. Paweł Miśkiewicz)
- 2004: Mary Stuart jako John  (reż. Remigiusz Brzyk)
- 2008: Mord założycielski jako Mietek Hejman (reż. Jacek Raginis)
- 2010: Wymazywanie jako kelner, syn generała (reż. Krystian Lupa)

## Film
Marcin Tyrol debiut na małym ekranie zaliczył w 2000 roku w serialu pt. Święta wojna, a na wielkim ekranie zaliczył w 2007 roku w filmie pt. Benek w reżyserii Roberta Glińskiego, gdzie zagrał tytułową postać i za co w 2010 roku otrzymał nominację do nagrody Złotych Kaczek w kategorii Najlepszy aktor sezonu 2009/2010. Zagrał epizodyczne role w filmach i serialach m.in. Mała wielka miłość (2008), Londyńczycy (2008–2009), Generał – zamach na Gibraltarze, Biała wstążka, Najlepszy kontakt (2009), Weselna polka (2010), Barwy szczęścia, 80 milionów (2011), Mój rower, Anna German, Bejbi blues (2012).
Największą popularność zyskał dzięki roli Doktora Łukasza Wileckiego w serialu pt. Lekarze. Kreował tę samą postać w pokrewnych produkcjach serialu: Lekarze po godzinach (2013) i Lekarze nocą (2014).

### Filmografia
Filmy

- 2007: Benek jako Benek Kacik
- 2008: Mała wielka miłość jako zakonnik Stefan
- 2009: Generał – zamach na Gibraltarze jako Tom
- 2009: Biała wstążka (Das weiße Band – Eine deutsche Kindergeschichte) jako Polski robotnik sezonowy
- 2009: Najlepszy kontakt (Contact High) jako Konduktor
- 2010: Weselna polka (Hochzeitspolka) jako Pogranicznik
- 2010: Glasgow jako lekarz
- 2010: Milion dolarów
- 2011: Moja Australia jako milicjant
- 2011: 80 milionów jako dowódca ZOMO na moście
- 2012: Mój rower jako Ewald
- 2012: Bejbi blues jako policjant na dworcu
- 2014: Portret jako Arek
- 2015: Czerwony pająk jako oficer dyżurny

Seriale

- 2000: Święta wojna jako Wnuk (odc. 12)
- 2005: Fala zbrodni (odc. 31)
- 2006: Plebania jako Sklepikarz (odc. 709)
- 2008: Pitbull jako Andrzej Wojdyła (odc. 29)
- 2008: Na dobre i na złe jako Piotr (odc. 322)
- 2008: Mała wielka miłość jako zakonnik Stefan (odc. 3-4)
- 2008: Londyńczycy jako Roman
- 2009: Sprawiedliwi jako oficer niemiecki (odc. 4)
- 2009–2013: Ojciec Mateusz jako zakonnik (odc. 28), porucznik Ryszard Szkudlarek (odc. 122)
- 2009: Generał jako Tom (odc. 3-4)
- 2010: 1920. Wojna i miłość jako Bocian, ordynans Jarocińskiego (odc. 1, 5, 7)
- 2011: Barwy szczęścia jako lekarz w szpitalu psychiatrycznym
- 2012–2014: Lekarze jako doktor Łukasz Wilecki
- 2012: Anna German jako Franek
- 2012–2014: Piąty Stadion jako ekspert Eugeniusz Mączyk (odc. 62)
- 2013: Lekarze po godzinach jako doktor Łukasz Wilecki (odc. 1, 12)
- 2013: Komisarz Alex jako Andrzej Janek (odc. 27)
- 2013: Głęboka woda jako Maciek (odc. 8)
- 2014: Lekarze nocą jako doktor Łukasz Wilecki

Etiudy szkolne
- 2004: Ćma
- 2010: Śmierć czeskiego psa jako Karol
- 2012: Żaklina
- 2013: Flora i Fauna jako boy hotelowy

Słuchowiska radiowe
- 2011: Ręczna robota jako sierżant Szołtysik

## Nagrody
- 2010: Nominacja do nagrody Złotych Kaczek w kategorii Najlepszy aktor sezonu 2009/2010[1]